# 상주교도소
상주교도소는 대한민국의 교도소이다. 경상북도 상주시 사벌국면 목가2길 130에 위치하고 있다.